# Trostberger Tagblatt
Das Trostberger Tagblatt ist eine Lokalzeitung für den nördlichen Chiemgau und die angrenzenden Gebiete. Die verkaufte Auflage beträgt 8431 Exemplare, ein Minus von 27,5 Prozent seit 2015. Redaktionsleiter ist Herbert Reichgruber, Stellvertretender Redaktionsleiter Thomas Thois.

## Geschichte
Erstmals erschien das Blatt 1868. Das Verbreitungsgebiet deckt im Wesentlichen den Nordteil des Landkreises Traunstein ab; in einigen Gemeinden überschneidet es sich mit denen des Oberbayerischen Volksblatts, der Passauer Neuen Presse und des Traunsteiner Tagblatts. Im Gegensatz zum Oberbayerischen Volksblatt unterhält das Trostberger Tagblatt noch eine Vollredaktion, das heißt, die Politik- oder Wirtschaftsseiten werden selbst erstellt und nicht von einer anderen Zeitung übernommen. Damit ist das Trostberger Tagblatt eine der kleinsten bayerischen Zeitungen mit Vollredaktion. In Traunreut und Umgebung erscheint die Zeitung seit 1960 unter dem Titel Traunreuter Anzeiger. Am 14. Mai 2013 starten Trostberger Tagblatt, Südostbayerische Rundschau und Alt-Neuöttinger Anzeiger das Nachrichten-Portal für Südostbayern namens heimatzeitung.de.

## Verlag
Bis 2012 wurde die Zeitung von der A. Erdl GmbH in Trostberg herausgegeben. Im Juli 2012 kaufte die Verlagsgruppe Passau das Trostberger Tagblatt. Damit erscheinen neben dem Trostberger Tagblatt der inhaltsgleiche Traunreuter Anzeiger sowie die Wochenzeitung Altbayerische Heimatpost unter dem Dach des Passauer Medienhauses.

## Auflage
Das Trostberger Tagblatt hat in den vergangenen Jahren leicht an Auflage eingebüßt. Die verkaufte Auflage ist seit 2015 um durchschnittlich 3,5 % pro Jahr gesunken. Im letzten Jahr lag die Abnahme bei 5,5 %. Sie beträgt gegenwärtig 8431 Exemplare. Der Anteil der Abonnements an der verkauften Auflage liegt bei 96,7 Prozent.
| 1998 | 1999 | 2000 | 2001 | 2002 | 2003 | 2004 | 2005 | 2006 | 2007 | 2008 | 2009 | 2010 | 2011 | 2012 | 2013 | 2014 | 2015  | 2016  | 2017  | 2018  | 2019  | 2020  | 2021  | 2022  | 2023 | 2024 |
| ---- | ---- | ---- | ---- | ---- | ---- | ---- | ---- | ---- | ---- | ---- | ---- | ---- | ---- | ---- | ---- | ---- | ----- | ----- | ----- | ----- | ----- | ----- | ----- | ----- | ---- | ---- |
|      |      |      |      |      |      |      |      |      |      |      |      |      |      |      |      |      | 11634 | 11453 | 11230 | 10978 | 10760 | 10578 | 10339 | 10035 | 8926 | 8431 |